# Evert Lindberg
Karl Paul Evert Vilhelm Lindberg, född 6 juli 1928 i Lund, död 1976 i Uppsala, var en svensk skådespelare och regissör. Han var engagerad 1956-1965 vid Uppsala-Gävle Stadsteater och 1966-1972 vid Norrköping-Linköping stadsteater. Han var även engagerad vid Wasa Teater, Dramaten och Stockholms stadsteater.
Den 13 februari 1976 försvann Lindberg från sitt hem i Uppsala. Han återfanns senare avliden.

## Filmografi
| År   | Roll           | Film               | Noter |
| ---- | -------------- | ------------------ | ----- |
| 1955 | Värnpliktig    | Våld               |       |
| 1957 | Radioproducent | Enslingen Johannes |       |

## Teater

### Roller (ej komplett)
| År   | Roll                    | Uppsättning                                                               | Regi                                 | Teater                           |
| ---- | ----------------------- | ------------------------------------------------------------------------- | ------------------------------------ | -------------------------------- |
| 1953 | Skomakaren              | Den galanta skomakarhustrun Federico García Lorca                         | Lennart Olsson                       | Lilla teatern, Lund              |
| 1954 | Narren                  | Krönikan om Malmöhus Sigvard Mårtensson                                   | Gunnar Ollén                         | Malmöhus slott                   |
| 1957 |                         | Det gäller miljonen (To Dorothy, a Son) Roger MacDougall                  | Lars Barringer                       | Upsala-Gävle stadsteater         |
| 1957 |                         | Geografi och kärlek (Geografi og kjærlighet) Bjørnstjerne Bjørnson        | Lars Barringer                       | Upsala-Gävle stadsteater         |
| 1959 | Job Kurk                | Rika morbror August Blanche                                               | Lars Hofgård                         | Munkbroteatern                   |
| 1965 | Cucurucu                | Mordet på Marat Peter Weiss                                               | Frank Sundström                      | Dramaten                         |
| 1965 | Medverkande             | Yvonne, prinsessa av Bourgogne Witold Gombrowicz                          | Alf Sjöberg                          | Dramaten                         |
| 1966 | Gangster Reporter       | Arturo Ui Bertolt Brecht                                                  | Peter Palitzsch                      | Stockholms stadsteater           |
| 1966 | Glauser                 | Meteoren Friedrich Dürrenmatt                                             | John Zacharias                       | Norrköping-Linköping stadsteater |
| 1966 |                         | Köket Arnold Wesker                                                       | Ernst Günther                        | Norrköping-Linköping stadsteater |
| 1967 | Krävan                  | Natthärbärget eller På botten Maksim Gorkij                               | Lars Gerhard Norberg                 | Norrköping-Linköping stadsteater |
| 1967 | Medverkande             | Å vilken härlig fred!, revy Hans Alfredson och Tage Danielsson            | Bertil Norström                      | Norrköping-Linköping stadsteater |
| 1967 | Guvernören Skolmästaren | Leonce och Lena Georg Büchner                                             | Torsten Sjöholm                      | Norrköping-Linköping stadsteater |
| 1967 | Påven Hamlet            | Himmelrikets nycklar eller Sankte Per vandrar på jorden August Strindberg | Johan Falck                          | Norrköping-Linköping stadsteater |
| 1967 | Herr Page               | Muntra fruarna i Windsor William Shakespeare                              | Lars Gerhard Norberg                 | Norrköping-Linköping stadsteater |
| 1968 | Rabbinen                | Spelman på taket Joseph Stein, Jerry Bock och Sheldon Harnick             | John Zacharias                       | Norrköping-Linköping stadsteater |
| 1968 |                         | ”SOS” eller Sanningen Om Säkerheten Tore Zetterholm                       | Lars Gerhard Norberg                 | Norrköping-Linköping stadsteater |
| 1968 | Monsieur Brun           | Fanny Marcel Pagnol                                                       | Bertil Norström Lars Gerhard Norberg | Norrköping-Linköping stadsteater |
| 1968 | Anette                  | Hemmet Kent Andersson och Bengt Bratt                                     | Lars Gerhard Norberg                 | Norrköping-Linköping stadsteater |
| 1969 | Magnus                  | Den verklige kommissarie Schäfer Tom Stoppard                             | Torsten Sjöholm                      | Norrköping-Linköping stadsteater |
| 1969 | Den Förnäme             | Spöksonaten August Strindberg                                             | Lars-Erik Liedholm                   | Norrköping-Linköping stadsteater |
| 1969 |                         | De bordlagda Birger Norman                                                | Evert Lindberg                       | Norrköping-Linköping stadsteater |
| 1969 |                         | Business, ett sällskapsspel Evert Lindberg och Folke Asplund              | Evert Lindberg Folke Asplund         | Norrköping-Linköping stadsteater |
| 1970 | Månen                   | Blodsbröllop Federico García Lorca                                        | Lars-Erik Liedholm                   | Norrköping-Linköping stadsteater |
| 1970 |                         | Alfredo, Bobo och jag Evert Lindberg, Gunnar Olsson och Bo Bergstrand     |                                      | Norrköping-Linköping stadsteater |
| 1970 |                         | Bland stubbar och troll Staffan Westerberg                                | Hans Elfvin                          | Norrköping-Linköping stadsteater |

### Regi (ej komplett)
| År   | Uppsättning                                           | Upphovsmän | Teater                                                              |
| ---- | ----------------------------------------------------- | --- | ------------------------------------------------------------------- |
| 1969 | De bordlagda                                          | Birger Norman | Norrköping-Linköping stadsteater                                    |
| 1969 | Business, ett sällskapsspel                           | Evert Lindberg och Folke Asplund | Norrköping-Linköping stadsteater Regi tillsammans med Folke Asplund |
| 1969 | Den hädangångne Le Défunt                             | René de Obaldia Översättning Börje Remberger                                                                                          | Norrköping-Linköping stadsteater                                    |
| 1970 | En skön tanke                                         | Sonja Åkesson, Tage Danielsson, Sandro Key-Åberg, Björn Håkanson, Göran Palm, Jan Myrdal, Inga Lindsjö, Gunnar Ohrlander, Sven Andrén | Norrköping-Linköping stadsteater                                    |
| 1970 | Vår man i Madras Unser Mann in Madras                 | Gert Hofmann Översättning Per Sandberg                                                                                                | Norrköping-Linköping stadsteater                                    |
| 1970 | Gröna Julia Green Julia                               | Paul Ableman Översättning Per Erik Wahlund                                                                                            | Norrköping-Linköping stadsteater                                    |
| 1971 | Ivar Kreugers svindlande affärer                      | Jan Bergquist och Hans Bendrik | Norrköping-Linköping stadsteater                                    |
| 1971 | Snus är snus eller Berättelsen om den undersköna Lina | Allan Edwall | Norrköping-Linköping stadsteater                                    |
| 1972 | Välkommen hem                                         | Reidar Jönsson | Norrköping-Linköping stadsteater                                    |